# Tango del mare
Tango del mare è un brano musicale di genere tango, composto nel 1940 da Nisa alias Nicola Salerno e P. G. Redi ed interpretato originariamente da Oscar Carboni, che lo lanciò in radio.
Vari interpreti hanno in seguito inciso una loro versione del brano.

## Significato del testo
(Tango del mare (1940))
Si tratta di una canzone d'amore. Il testo è piuttosto triste: il protagonista aspetta ormai senza più speranza il ritorno della persona amata e questa vana attesa fa versare al protagonista tante "lacrime amare".

## Versioni
Oltre che da Oscar Carboni (che incise il brano anche nel 1958 nel 45 giri Tango del mare/Firenze sogna), il brano è stato interpretato anche dai seguenti interpreti (in ordine alfabetico) :
- Tony Astarita
- Mario Battaini
- Vittoria Bruffa
- Sergio Bruni
- Carlo Buti
- Giorgio Consolini[3]
- Betty Curtis (1961; nel singolo Tango del mare/Ti voglio tanto bene[4][5]; questa versione partecipò anche a Canzonissima 1962)
- Mauro De Gregorio
- Gianni Fallabrino
- Aurelio Fierro
- Rosanna Fratello
- Romeo Livieri
- Edoardo Lucchina
- Marino Marini e la sua orchestra[6]
- Paride Miglioli
- Lucia Minetti
- Tony Moreno e il suo complesso[7]
- Fausto Papetti (versione strumentale)[8]
- Narciso Parigi
- Patrizio
- Iller Pattaccini
- Quartetto Gelato[9]
- Ovidio Sarra
- Luciano Simoncini
- Franco Simone
- Luciano Tajoli
- Claudio Villa[10]
- Luciano Virgili